# Хайчжоу (Фусинь)
Хайчжо́у (кит. упр. 海州, пиньинь Hǎizhōu) — район городского подчинения городского округа Фусинь провинции Ляонин (КНР). Название является китайской записью монгольского слова, означающего «горный утёс». В Хайчжоу находится административный и деловой центр Фусиня.

## История
Изначально в этих местах находился посёлок Хайчжоу. После того, как в 1940 году власти Маньчжоу-го выделили урбанизированную часть уезда Фусинь в отдельный город Фусинь, территория, где ранее был посёлок, была преобразована в район Хайчжоу. После Второй мировой войны гоминьдановские власти ликвидировали город Фусинь, который опять стал посёлком Хайчжоу.
В 1948 году коммунисты, захватившие эти земли во время гражданской войны, вновь создали город Фусинь, и эти земли вошли в состав Района №1. В 1980 году был вновь образован район Хайчжоу.

## Административное деление
Район Хайчжоу делится на 10 уличных комитетов и 1 посёлок.

## Соседние административные единицы
Район Хайчжоу граничит со следующими административными единицами:
- Район Тайпин (на юге)
- Район Сихэ (на западе)
- Фусинь-Монгольский автономный уезд (на севере и западе)